# Цыганков, Вениамин Иванович
Вениами́н Ива́нович Цыганко́в (1900 — 1975) — советский актёр театра, режиссёр, педагог. Заслуженный деятель искусств РСФСР (1949). Лауреат двух Сталинских премий (1947, 1951).

## Биография
Родился 25 сентября (8 октября) 1900 года.

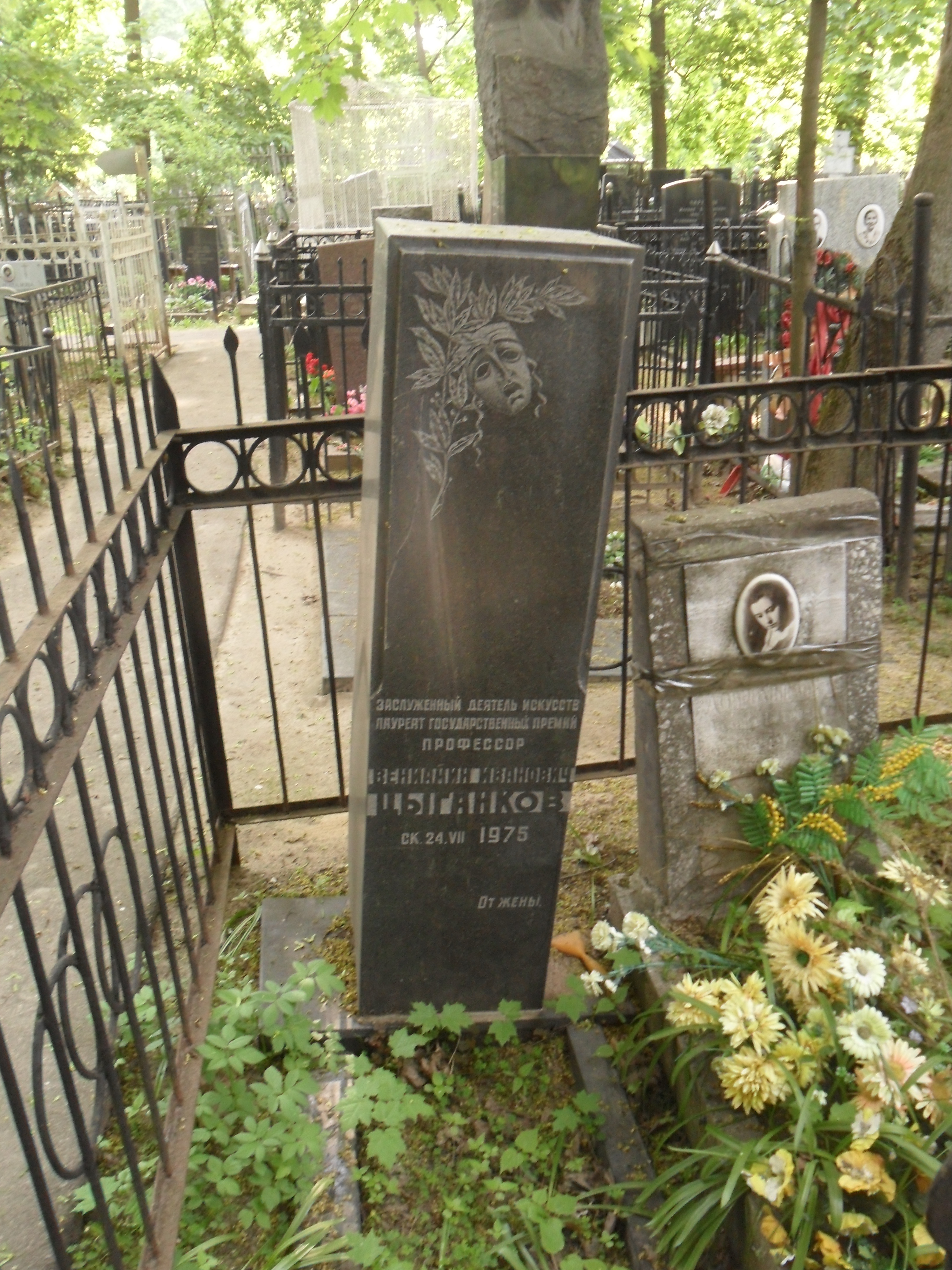
Могила Цыганкова на Ваганьковском кладбище.

Окончил драматическую студию при Московском драматическом театре. Актёром служил в театрах Кременчуга, Нахичевани, в 1923—1933 годах — в Московском театре «Комедия». С 1933 года — артист, с 1937 года — режиссёр ГАМТ.
С 1932 года занимался педагогической работой. С 1937 года преподавал в ВТУ имени М. С. Щепкина, с 1961 года — профессор. Среди его учеников — Борис Клюев, Алексей Кудинович.
Умер 24 июля 1975 года. Похоронен на Ваганьковском кладбище (участок № 11).

## Творчество

### Роли в театре
- «Дети Ванюшина» С. А. Найдёнова — Алексей
- «Слава» В. М. Гусева — Василий Мотыльков

### Режиссёрские работы
- 1941 — «Игра интересов» (Комедианты) X. Бенавенте. (совместно с М. Л. Лейном)
- 1942 — «Партизаны в степях Украины» А. Е. Корнейчука
- 1944 — «Инженер Сергеев» Вс. Рокка
- 1945 — «Женитьба Белугина» А. Островского и Н. Соловьёва
- 1945 — «Самолет опаздывает на сутки» Н. С. Рыбака и И. А. Савченко
- 1946 — «Слава» В. М. Гусева
- 1947 — «За тех, кто в море!» Б. А. Лавренёва (совместно с К. А. Зубовым)
- 1947 — «На белом свете» П. Ф. Нилина (совместно с Л. М. Прозоровским)
- 1948 — «Коварство и любовь» Ф. Шиллера
- 1948 — «Доходное место» А. Н. Островского (совместно с К. А. Зубовым)
- 1949 — «Ревизор» Н. В. Гоголя
- 1949 — «Молодость» Л. Г. Зорина (совместно с Е. П. Велиховым)
- 1950 — «Незабываемый 1919-й» В. В. Вишневского
- 1951 — «Без вины виноватые» А. Н. Островского
- 1951 — «Иначе жить нельзя» А. В. Софронова (совместно с М. Н. Гладковым)
- 1953 — «Эмилия Галотти» Г. Э. Лессинга
- 1955 — «Крылья» А. Е. Корнейчука (совместно с К. А. Зубовым); возобновление в 1961
- 1956 — «Воспитанница» А. Н. Островского (совместно с М. Н. Гладковым)
- 1957 — «Одна ночь» Б. Л. Горбатова
- 1958 — «Привидения» Г. Ибсена
- 1958 — «Ярмарка тщеславия» У. М. Теккерея (совместно с И. В. Ильинским)
- 1960 — «Любовь Яровая» К. А. Тренева
- 1961 — «Честность» А. В. Софронова (совместно с И. В. Ильинским)
- 1964 — «Луна зашла...» Дж. Стейнбека
- 1965 — «Герой фатерланда» Л. Кручковского
- 1968 — «Криминальное танго» Э. Раннета в пер. Е. Б. Поздняковой.
- 1970 — «Эмигранты» А. В. Софронова
- 1972 — «Привидения» Г. Ибсена
- 1973 — «Волки и овцы» А. Н. Островского

## Награды и премии
- орден Трудового Красного Знамени (26.10.1949)
- Сталинская премия второй степени (1947) — за спектакль «За тех, кто в море !» Б. А. Лавренёва
- Сталинская премия первой степени (1951) — за спектакль «Незабываемый 1919-й» В. В. Вишневского
- заслуженный артист РСФСР (1947)
- заслуженный деятель искусств РСФСР (26.10.1949)